# Nobara Kugisaki
Nobara Kugisaki (釘崎野薔薇 Kugisaki Nobara?) es un personaje ficticio de la franquicia de anime y manga Jujutsu Kaisen, creado por Gege Akutami. Siendo la tritagonista de la serie, Nobara es una estudiante de hechicería de la escuela de magia de Tokio, bajo la tutela de Satoru Gojō. Fue transferida de Morioka, cuya exaltación y descaro contrasta con el altruismo y estoicismo de los otros estudiantes de primer año.
En la adaptación de anime, Asami Setō la interpreta en japonés y Ayari Rivera en español latino. Su personaje ha sido ampliamente elogiado por los críticos junto con otros personajes femeninos de la serie por tener más desarrollos y ser más fiel a sí misma que otros personajes femeninos de un shōnen.

## Creación y concepción
Su nombre, Nobara, fue pensado por Akutami como «espinoso», con los caracteres kanji para «no» y «bara» que significan «salvaje» y «rosa», mientras que el carácter «kugi» en su apellido significa «clavo» o «clavija» para demostrar las dos caras de su personalidad rebelde y refinada. Se le ocurrió su nombre al mismo tiempo que se le ocurrieron sus poderes y habilidades, ya que van de la mano. Akutami encontró que su diálogo era el más fácil de escribir de los tres personajes principales, pero luchó con su compostura en las escenas de acción. Akutami sintió que era interesante transmitirle el fuerte deseo de ir a Tokio en contraste con el deseo de su abuela de que se criara normalmente en su pequeña ciudad natal.
Nobara fue diseñada para ser más fiel a sí misma que los otros dos protagonistas, su autenticidad se muestra por completo en varios puntos de la serie, incluso durante el festival de intercambio, donde declara que solo será ella misma y se niega a tratar de seguir las expectativas de los demás. Según Akutami, se la describe mejor con las canciones «Seishun Kyosokyoku» de Sunny Day Service y «Ano Depaato» de Natsuko Nisshoku, que contrastan el rock con voces amables y un piano para mostrar la educación y la creatividad de su país.
Según Anne Yatco, su actriz de doblaje en inglés, «es segura de sí misma, atrevida y sarcástica, ¡y me encanta todo eso! También aprecio mucho que la dinámica entre Nobara, Yuji y Megumi no se vea afectada por su género. Así que, a pesar de que ella es 'la chica' del grupo, nadie trata a Nobara con guantes de seda o piensa que es más débil que ellos». También se refirió al viaje de autodescubrimiento de Nobara después de dejar su hogar y dijo que «realmente llegué a ser yo misma como persona después de que me fui de casa. Creo que Nobara quiere crecer, no solo como hechicera sino también como ser humano, y superó su hogar hace mucho tiempo». Su actriz de doblaje en japonés, luchó por interpretar a Nobara, ya que su propia personalidad contrasta fuertemente con el descaro de Nobara, y tuvo que consultar y ensayar muchas veces con los productores para plasmar la personalidad a través de su voz.

## Apariciones
Aparece por primera vez en el tercer capítulo del manga después de llegar a Tokio en tren. Gojo le presenta a sus nuevos compañeros y ayuda a Yuji a rescatar a un niño de una maldición en un complejo de apartamentos. Está presente durante una misión en un centro de detención, aunque es queda al principio de la batalla después de ser separada de los demás. Después de entrenar con los estudiantes de segundo año en preparación para el festival de intercambio, se enoja y emociona cuando Yuji aparece con vida. Durante el festival, se empareja con estudiantes de Kioto donde discute sobre su valor y cómo ignora las reglas establecidas por la sociedad sobre ser una mujer hechicera, pero queda inconsciente después de recibir un disparo de una bala de goma. Durante una pelea con espíritus malditos, ayuda a Yuji a matar a uno de ellos, pero se da cuenta demasiado tarde de que en realidad no eran espíritus malditos sino que tenían una forma física, lo que significa que tenían ascendencia humana. Luego le dice a Yuji que no se arrepiente de tener que matar a otros.
En el arco del «Incidente de Shibuya», Nobara es uno de los muchos hechiceros enviados para evitar que los espíritus malditos libren su guerra contra los humanos. Ayuda a sus colegas en la batalla y finalmente se encuentra con Mahito, un espíritu maldito con la capacidad de remodelar las almas y desfigurar fatalmente a los oponentes. Cuando se resbala y deja que Mahito la toque, su vida pasa ante sus ojos mientras recuerda su mayor arrepentimiento de presenciar que Saori, una chica de Tokio, fue condenada al ostracismo y obligada a abandonar la ciudad. En sus últimos momentos de vigilia, se abre la cara usando brujería para contrarrestar los efectos de la transfiguración de Mahito, perdiendo el ojo y poniéndola al borde entre la vida y la muerte.

## Poderes y habilidades
Nobara posee una alta tolerancia al dolor, intelecto táctico y una comprensión cuidadosa de las artes del jujutsu. Ha realizado técnica maldita llamada «Destello oscuro» que crea una distorsión espacial cuando el usuario entra en contacto con el impacto de la energía maldita en un lapso de 0.000001 segundos de un ataque físico. Su técnica hereditaria es la «Técnica de muñeco vudú», lo que le permite usar un muñeco de vudú para atacar a su oponente desde la distancia golpeando un clavo con un martillo imbuido de energía maldita, de modo que las maldiciones sienten lo que ella inflige al muñeco.

## Recepción
Ana Diaz de Polygon elogió la inclusión de Nobara en Jujutsu Kaisen y la representación de las mujeres en la serie en su conjunto. Llamó a una escena en la que Nobara critica a los estándares de la sociedad sobre los roles de género «conmovedora» y «sorprendente», y agregó que «la escena tiene poder de permanencia, porque Jujutsu Kaisen va un paso más allá de evitar los tropos de género... No es que haya una manera correcta para que estas jóvenes lidien con las presiones únicas que enfrentan. La historia les permite estar en desacuerdo y luchar por sus perspectivas y su lugar». Komla Kwao elogió la forma en que la descripción de Nobara era más que un «cliché de la 'chica mala' de secundaria que está obsesionada con su apariencia física e incapaz de sentir empatía» y cómo ella y su compañera Maki Zenin se «alegraron de verse a primera vista sin sentir rivalidad entre ellas solo porque ambas son mujeres».